# Nazionale maschile di pallavolo della Norvegia
La nazionale di pallavolo maschile della Norvegia è una squadra europea composta dai migliori giocatori di pallavolo della Norvegia ed è posta sotto l'egida della Federazione pallavolistica della Norvegia.

## Risultati
La nazionale di pallavolo maschile della Norvegia non ha mai partecipato ad alcuna competizione.